# Musée août 44 (Falaise)
Pour les articles homonymes, voir Musée août 44.
Le Musée août 44 est un ancien musée privé consacré à la bataille de Normandie situé à Falaise, département du Calvados, région Normandie.

## Histoire
Le musée est fondé en 1987 et installé dans une ancienne fromagerie.
Le musée évoquait la bataille de la poche de Falaise. Le projet d'une fermeture du musée est évoqué dès le début des années 2000 et doit initialement avoir lieu en 2010.
Il ferme fin 2011 et déménage à Colleville-sur-Mer où ouvre le 5 juin 2013 le nouveau musée dénommé Overlord Museum.
À la suite de la fermeture du musée et de la volonté « un peu tardi[ve] » de la municipalité de l'époque, un nouveau projet aboutit à la création du Mémorial des Civils dans la Guerre en 2016 renommé Mémorial de Falaise à la suite de sa reprise dans le cadre d'une délégation de service public par le Mémorial de Caen.
Une partie des surplus des collections fait l'objet d'une vente aux enchères fin mai début juin 2013.